# Albert Pahimi Padacké
Albert Pahimi Padacké (Pala, 15 november 1966) is een Tsjadisch politicus. In de periodes 2016–2018 en 2021–2022 was hij de regeringsleider van Tsjaad.

## Politieke loopbaan
In de jaren 1990 was Pahimi Padacké achtereenvolgens minister van Financiën en Handel tot hij in 1997 werd ontslagen uit zijn functie door toenmalig president Idriss Déby. In 2001 was hij achtereenvolgens staatssecretaris voor Financiën, minister voor Mijnbouw, Energie en Olie en minister zonder portefeuille. Bij de parlementsverkiezingen van 2002 werd hij verkozen voor de partij Rassemblement national pour la démocratie au Tchad (RNDP-Le Réveil). In augustus 2005 werd hij benoemd tot minister van Landbouw.
In mei 2006 was hij presidentskandidaat voor RNDP-Le Réveil maar raakte niet verkozen. In maart 2007 werd hij minister van Justitie en in 2008 minister voor Post, Informatietechnologie en Communicatie. Op 13 februari 2016 werd hij eerste minister onder president Déby.
Pahimi Padacké nam in mei 2018 noodgedwongen ontslag als premier, nadat in Tsjaad een nieuwe grondwet was goedgekeurd waardoor de bevoegdheden van de president werden uitgebreid en het premierschap werd afgeschaft. Bij de presidentsverkiezingen van 2021 nam hij het opnieuw op tegen president Déby, maar werd opnieuw met grote cijfers verslagen. Vlak na deze verkiezingen vond president Déby de dood en werd diens zoon Mahamat Idriss Déby Itno voorzitter van een militaire overgangsraad. Pahimi Padacké werd hierbij opnieuw aangewezen als premier. In oktober 2022 werd hij in het kader van een kabinetsherschikking vervangen door Saleh Kebzabo.
Op 13 maart 2024 werd Albert Pahimi Padacké door zijn partij, de RNDT-Le Réveil, genomineerd als kandidaat voor de presidentsverkiezingen van 6 mei 2024. Hij nam het bij die verkiezingen op tegen de zittende leider Mahamat Déby en de zittende premier Succès Masra. Met ongeveer 17% van de stemmen eindigde Pahimi Padacké op de derde plaats.